# Supermarket sovětských hrdinů
Supermarket sovětských hrdinů je kniha českého spisovatele Jáchyma Topola z roku 2007. Původně ji publikovalo nakladatelství Torst. Ilustracemi přispěli Michal Cihlář a Juraj Horváth. Jde o sbírku šesti kratších textů, které autor napsal v letech 1993 až 2006. Velká část textů již v minulosti vyšla. Dříve nevydanou je pouze scénář ke krátkému filmu Karty jsou rozdaný, který natočil režisér Vladimír Michálek jako součást povídkového filmu Praha očima… (1999).

## Části
1. „Supermarket sovětských hrdinů“
2. „Zlatá hlava“ (úryvek z nedokončeného románu Mongolský vlk)[2]
3. „Výlet k nádražní hale“
4. „Karty jsou rozdaný“
5. „Uvařeno“
6. „Cesta do Bugulmy“

## Překlady
- polština (Supermarket bohaterów radzieckich, 2005, Leszek Engelking)